# 雷 (密蘇里州)
雷是位於美國密蘇里州安德魯縣的城市。

## 人口
根據2020年美國人口普查的數據，雷的面積為0.31平方千米，皆為陸地。當地共有人口46人，而人口密度為每平方千米148人。